# 硫二甘醇
硫二甘醇（英語：Thiodiglycol），又称二（2-羟基乙基）硫醚，是一种无色至淡黄色的粘稠液体，通常用作溶剂。属于监控化学品而受到严格管制。其化学式为C
4H
10O
2S, 结构简式为HOCH2CH2SCH2CH2OH。它与丙酮、氯仿和醇类互溶，可溶于苯、乙醚及四氯化碳。
硫二甘醇可由硫化钠和2-氯乙醇反应制得。它在结构上与二甘醇类似。
硫二甘醇兼具极性溶剂和非极性溶剂的性质，其用途非常广泛，例如用于纺织品染色或部分圆珠笔油墨的制造。
尿液中硫二甘醇由芥子气在体内水解形成，为芥子气中毒的标志物，常用气相色谱法-质谱联用分析。